# Kent (álbum)
Kent es el primer álbum de estudio y álbum debut de la banda sueca de rock: Kent, Lanzado en 1995.

## Lista de canciones
Todas las canciones escritas y compuestas por Joakim Berg. 
| Kent  |                             |          |  |
| N.º   | Título                      | Duración |  |
| 1.    | «Blåjeans»                  | 02:58    |  |
| 2.    | «Som vatten»                | 02:54    |  |
| 3.    | «Ingenting någonsin»        | 04:02    |  |
| 4.    | «När det blåser på månen»   | 04:19    |  |
| 5.    | «Jag vill inte vara rädd»   | 03:34    |  |
| 6.    | «Vad två öron klarar»       | 03:47    |  |
| 7.    | «Den osynlige mannen»       | 02:44    |  |
| 8.    | «Pojken med hålet i handen» | 02:09    |  |
| 9.    | «Ingen kommer att tro dig»  | 03:31    |  |
| 10.   | «Stenbrott»                 | 04:21    |  |
| 11.   | «Frank»                     | 04:48    |  |
| 38:47 |                             |          |  |

El sencillo "När det blåser på månen", hace referencia al conocido libro infantil: "The Wind on the Moon".

## Personal
Todos los sencillos fueron compuestos por Joakim Berg y todas las composiciones fueron realizados por todos los miembros de su periodo durante la realización del álbum.
- Joakim Berg - vocal, melódica (sin confirmar)
- Martin Sköld - bajo
- Sami Sirviö - guitarra (principal)
- Martin Roos - guitarra (rítmica)
- Markus Mustonen - batería, vocal de apoyo

### Personal adicional
- Nille Perned - producción, mezclas, masterización, guitarra
- Padre del productor Nille Perned - guitarra
- Peter Dahl - masterización
- Zmago Smon - mezclas
- Pöpen - colaboración adicional en el sencillo "När det blåser på månen"
- Martin Högström - diseño
- Linell - fotografía

- Datos: Q2461169